# Teleskop 100

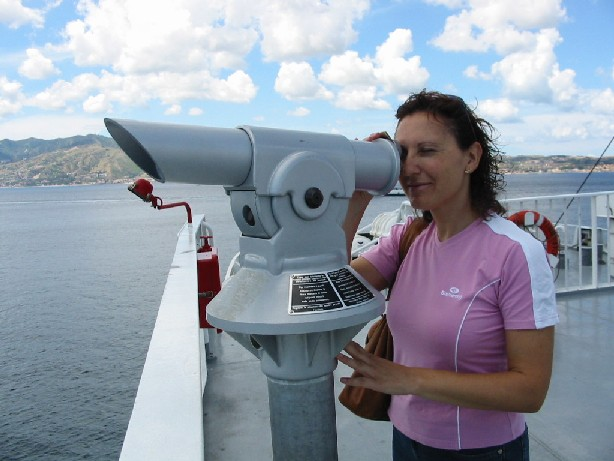
Cannocchiale Graphoskop realizzato in Germania

Il Teleskop100, conosciuto anche con il nome di Graphoskop, è un cannocchiale panoramico per uso turistico di produzione tedesca.

## Descrizione
Destinato principalmente all'osservazione libera all'interno di parchi e riserve naturali, fu quasi subito impiegato per usi turistici. Sul finire degli anni sessanta fu installato in molte città italiane e ancora oggi è possibile vederne tantissimi in funzione. L'apparecchio ottico, monta lenti e meccanismi di elevata qualità. Questo apparecchio veniva prodotto in due versioni: senza gettoniera, funzionamento gratuito, e con una rousta gettoniera meccanica con un tempo massimo di apertura di 3 minuti.

## Caratteristiche tecniche
- Struttura in alluminio e acciaio zincato.
- Ottica 15X60.
- Peso 37 kg circa.
- Gettoniera con temporizzatore meccanico